# Susanne Lange
Susanne Lange (* 5. Juli 1964 in Berlin) ist eine deutsche Philologin und literarische Übersetzerin sowie Gutachterin für Verlage im Bereich spanischsprachiger Literatur.

## Leben und Werk
Susanne Lange studierte Komparatistik, Germanistik und Theaterwissenschaft. 1991 wurde sie an der Universität München promoviert. Später lehrte sie Literatur und Übersetzung an der Universität Tübingen und der Universidad de los Andes in Bogotá in Kolumbien. Seit 1992 ist sie als freie Übersetzerin von literarischen Texten ins Deutsche tätig; sie übersetzt vor allem aus dem Spanischen und mitunter aus dem Englischen. Teilweise verfasst sie ergänzende Vorworte, Texterläuterungen oder Nachworte und mitunter fungiert sie auch als Herausgeberin und übernimmt die Auswahl der Texte, Erzählungen oder Gedichte etc. Darüber hinaus ist sie als Gutachterin im Bereich spanischsprachiger Literatur tätig und berät Buchverlage.
Sie hat unter anderem Lorca, Rulfo, Cervantes und Luis Cernuda aus dem Spanischen übersetzt.
Lange wurde bereits mehrmals für ihre Übersetzungen ausgezeichnet. Unter anderem erhielt sie 2005 den Übersetzerpreis der Spanischen Botschaft in Deutschland für die Übertragung von Wirklichkeit und Verlangen von Luis Cernuda, wobei die Jury sie für das „meisterliche Geschick bei der Übersetzung eines lyrischen Textes von hohem Schwierigkeitsgrad“ ehrte und den „vortreffliche[n] philologische[n] Wert der Übersetzung“ hervorhob. 2009 wurde sie mit dem Übersetzerpreis der Deutschen Akademie für Sprache und Dichtung für ihre Übertragungen aus dem Spanischen ausgezeichnet, insbesondere für ihre Neuübersetzung des Don Quijote von der Mancha von Miguel de Cervantes.
Für das Wintersemester 2010/2011 übernahm sie an der Freien Universität Berlin die August-Wilhelm-von-Schlegel-Gastprofessur für Poetik am Peter-Szondi-Institut für Allgemeine und Vergleichende Literaturwissenschaft.
Lange lebt und arbeitet in München und in Sabadell bei Barcelona.

## Auszeichnungen
- 1994: Helmut-M.-Braem-Übersetzerpreis (für die Übersetzung des Palinurus von Mexiko von Fernando del Paso)
- 2003: Zuger Übersetzer-Stipendium (für ihre Arbeit an der Neuübersetzung des Don Quijote)
- 2005: Übersetzerpreis der Spanischen Botschaft in Deutschland, Kategorie erfahrene Übersetzer
- 2007–2009 Hieronymusring durch den Verband deutschsprachiger Übersetzer literarischer und wissenschaftlicher Werke, VdÜ; sie gab diesen Wanderpreis weiter an Ulrich Blumenbach
- 2009: Johann-Heinrich-Voß-Preis für Übersetzung der Deutschen Akademie für Sprache und Dichtung
- 2010: August-Wilhelm-von-Schlegel-Gastprofessur, Freie Universität Berlin
- 2018: Calwer Hermann-Hesse-Stipendium

## Veröffentlichungen
- Die reflektierte Wirklichkeit. Peter Lang, Frankfurt am Main u. a. 1992, ISBN 3-631-44823-6 (Dissertation).

Übersetzungen
- Carmen Boullosa: Der fremde Tod. Frankfurt am Main 1998.
- Carmen Boullosa: Verfolgt. Berlin 1996.
- Lydia Cabrera: Die Geburt des Mondes. Frankfurt am Main 1999.
- Luis Cernuda: Wirklichkeit und Verlangen. Frankfurt am Main 2004.
- Miguel de Cervantes Saavedra: Don Quijote von der Mancha. 2 Bände. Hanser-Verlag, München 2008, ISBN 978-3-446-23076-7.
  - als Taschenbuch: Miguel de Cervantes Saavedra: Don Quijote von der Mancha. 2 Bände. dtv-Verlag, München 2011, ISBN 978-3-423-59010-5.
- Carlos María Domínguez: Die blinde Küste. Suhrkamp 2010.
- Abilio Estévez: Dein ist das Reich. München 1999.
- Abilio Estévez: Ferne Paläste. München 2004.
- Sebastian Faulks: Das Mädchen vom Lion d'Or. Frankfurt am Main 1998.
- Federico García Lorca: Mariana Pineda. Frankfurt am Main 2002.
- Federico García Lorca: Die wunderbare Schustersfrau. Don Perlimplin gibt sich im Garten der Liebe zu Belisa hin. Frankfurt am Main 2005 (übersetzt zusammen mit Thomas Brovot)
- Federico García Lorca: Yerma. Frankfurt am Main 2001.
- José Kozer: Spuren. Zürich 2007.
- Carmen Laforet: Nada. Berlin 2005.
- Alberto Manguel: Alle Menschen lügen. Frankfurt am Main 2010.
- Javier Marias: Die sterblich Verliebten, Frankfurt am Main 2012, ISBN 978-3-10-047831-3.
- Javier Marias: So fängt das Schlimme an, Frankfurt am Main 2015, ISBN 978-3-10-002429-9.
- Javier Marias: Berta Isla, Frankfurt am Main 2019, ISBN 978-3-10-397396-9.
- Javier Marias: Tomas Nevinson, Frankfurt am Main 2022, ISBN 978-3-10-397132-3.
- Fabio Morábito: Das geordnete Leben. Berlin 2003 (übersetzt zusammen mit Thomas Brovot). Deutscher Akademischer Austauschdienst, Berliner Künstlerprogramm; E-Book: Berlin: Edition diá 2015, ISBN 978-3-86034-546-7 (Epub), ISBN 978-3-86034-646-4 (Mobi).
- Fabio Morábito: Die langsame Wut. Frankfurt am Main 1997 (übersetzt zusammen mit Thomas Brovot), Suhrkamp Verlag; E-Book: Berlin: Edition diá 2015, ISBN 978-3-86034-545-0 (Epub), ISBN 978-3-86034-645-7 (Mobi).
- Fernando del Paso: Palinurus von Mexiko. Frankfurt am Main 1992
- Octavio Paz: Figuren und Variationen. Frankfurt am Main u. a. 2005.
- Abel Posse: Evita. Frankfurt am Main 1996.
- José Manuel Prieto González: Die kubanische Revolution und wie erkläre ich sie meinem Taxifahrer. Frankfurt am Main 2008.
- José Manuel Prieto González: Liwadija. Frankfurt am Main 2004.
- José Manuel Prieto González: Rex. Frankfurt am Main 2008.
- Juan Rulfo: Wind in den Bergen. Frankfurt am Main 2003.
- Vita Sackville-West: Sissinghurst. Frankfurt am Main 1997.
- Rogelio Saunders: Fábula de ínsulas no escritas. Zürich 2006.
- Sara Sefchovich: Die Herrin der Träume. Frankfurt am Main 1995.
- Sara Sefchovich: Zuviel Liebe. In: Mohnblumen auf schwarzem Filz. Zürich 1998.
- Spanische Hunger- und Zaubermärchen. Frankfurt am Main 2000.
- Zoé Valdés: Dir gehört mein Leben. Zürich 1997.
- Juan Villoro: Die Augen von San Lorenzo. Stuttgart 1993.
- Juan Villoro: Das Spiel der sieben Fehler. Stuttgart 1997.
- Jorge Volpi Escalante: Das Klingsor-Paradox, Stuttgart 2002.
- Jorge Volpi Escalante: Der Würgeengel. Stuttgart 2002.
- Robert McLiam Wilson: Ripley Bogle. Frankfurt am Main 1996.
- Aura Xilonen: Gringo Champ, München 2019.
- Alejandro Zambra: Die Erfindung der Kindheit. Suhrkamp, Berlin 2012, ISBN 978-3-518-42334-9.
- Alejandro Zambra: Ferngepräch. Erzählungen. Suhrkamp, Berlin 2017, ISBN 978-3-518-42595-4.